# Überreiter
Die Überreiter, auch Überreuter oder Überraiter, waren besondere Polizeikräfte zur Unterbindung von Schmuggel und Diebstahl von Monopolwaren. Sie waren zu Durchsuchungen und Warenbeschau berechtigt. Die schlecht besoldeten Überreiter standen auf der untersten Stufe des Beamtentums; ihre hauptsächlichen Einkünfte stellten die Denunziationsanteile bei Beschlagnahmen und von Geldstrafen dar. Die Überreiter hatten dadurch nicht nur bei den Untertanen ein äußerst schlechtes Ansehen; auch bei den Grundobrigkeiten erfreuten sie sich in Folge von Kompetenzüberschreitungen und Eingriffen in die niedere Gerichtsbarkeit keiner Beliebtheit.

## Beispiele
- Im Kurfürstentum Bayern wurden durch den Schrobenhausener Kaufmann Johann Senser, der im Tabak-Appalto von 1678 das landesherrliche Tabakregal gepachtet hatte, 46 Tabaküberreiter bestallt. Diese waren vor allem in den Grenzorten stationiert und bewachten die dortigen Tabakmanufakturen und -niederlagen. Neben der Unterbindung des Schmuggels wurden die Tabaküberreiter durch Senser auch zur Überwachung und Beförderung des Absatzes inländischen Tabaks eingesetzt. 1692 wurden die Tabaküberreiter mit wöchentlich 2 Floren bezahlt, der Sold der Berittenen lag bei jährlich 200 Floren. Im Gegensatz zu ihrer Amtsbezeichnung war nur ein geringer Teil der Tabaküberreiter beritten.[1]
- Im Kurfürstentum Sachsen wurden 1683 mit der Verschärfung des Kobaltpatents zwei Kobaltüberreiter eingesetzt.[2] Später wurde deren Zahl erhöht, so dass jedes der Bergämter mit Kobaltförderung über mindestens einen Kobaltüberreiter verfügte. Im Jahre 1800 gehörten zu den Bergämtern Annaberg und Johanngeorgenstadt jeweils ein, zum Bergamt Schneeberg zwei Kobaltüberreiter.[3] Die Anzahl von vier Kobaltüberreitern wurde bis über die Mitte des 19. Jahrhunderts hinaus beibehalten, wobei die Wiederbesetzung der beim Bergamt Annaberg angesiedelten Stelle längere Zeit in Frage gestellt wurde. Aufgabe der Kobaltüberreiter war hauptsächlich die Unterbindung des Diebstahls und der Partiererei von Kobalterz und Blaufarbenprodukten. Zu ihren Kompetenzen gehörten u. a. die Überwachung der Kobaltbergwerke einschließlich der Visitation der ausfahrenden Mannschaft, die Überwachung der Fuhrwege, insbesondere der grenzüberschreitenden nach Böhmen einschließlich der Durchsuchung von Fuhrleuten sowie Hausdurchsuchungen. Die Kobaltüberreiter versahen ihren Dienst im einfachen Steigerrock; eine Uniformierung in Anlehnung an die für die Königlich sächsische Landgendarmerie eingeführten Uniformen wurde 1853 durch das Oberbergamt Freiberg als nicht erforderlich angesehen. In Folge der Unruhen von 1848 wurden die Kobaltüberreiter mit einem Gewehr bewaffnet.[4] Die Funktion des Kobaltüberreiters wurde durch das Allgemeine Berggesetz von 1868 abgeschafft.